# EcoCraft Automotive

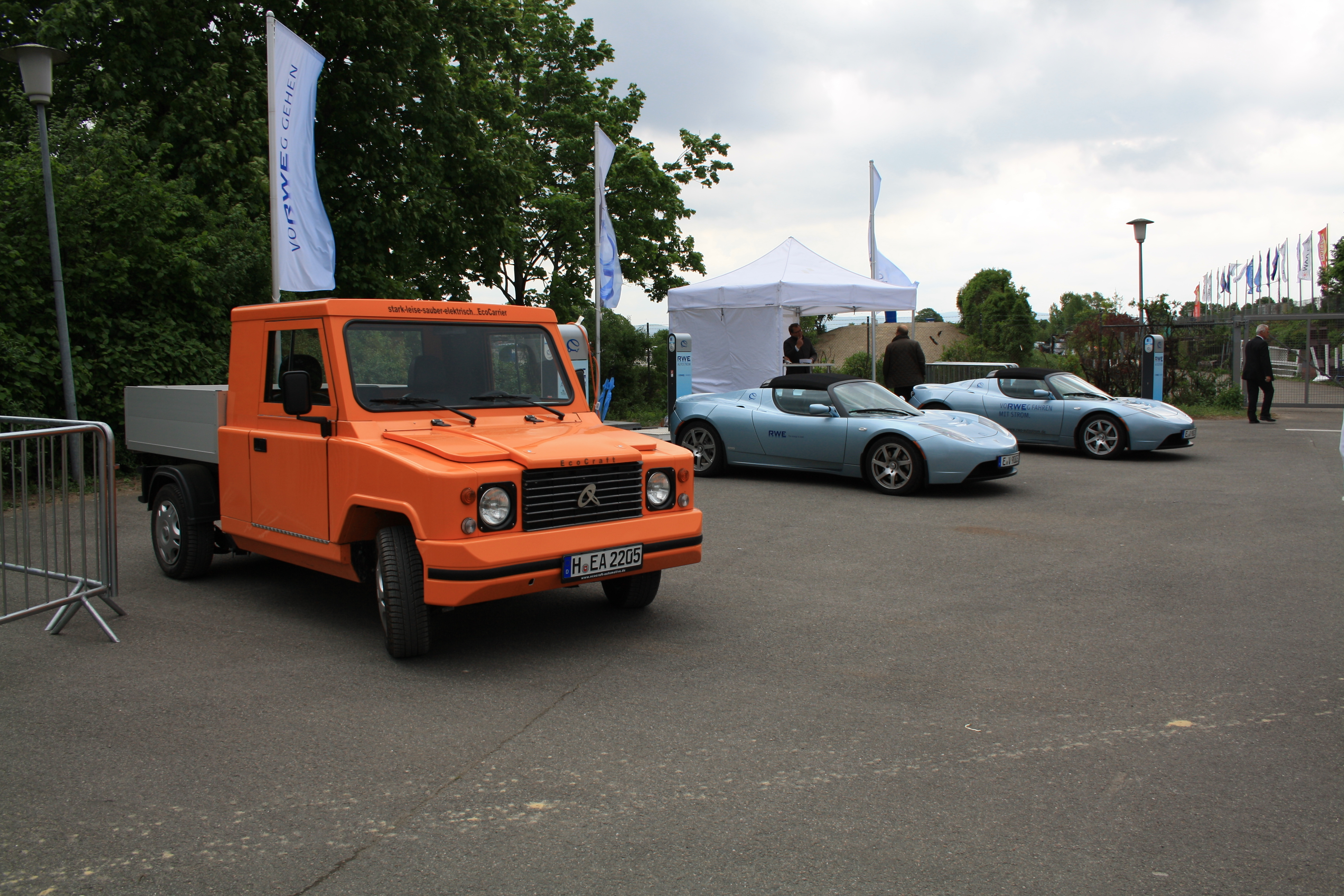
Der Eco Carrier ES, Ladekapazität 2 Euro-Paletten; im Hintergrund zwei Tesla Roadster, Mannheimer Maimarkt

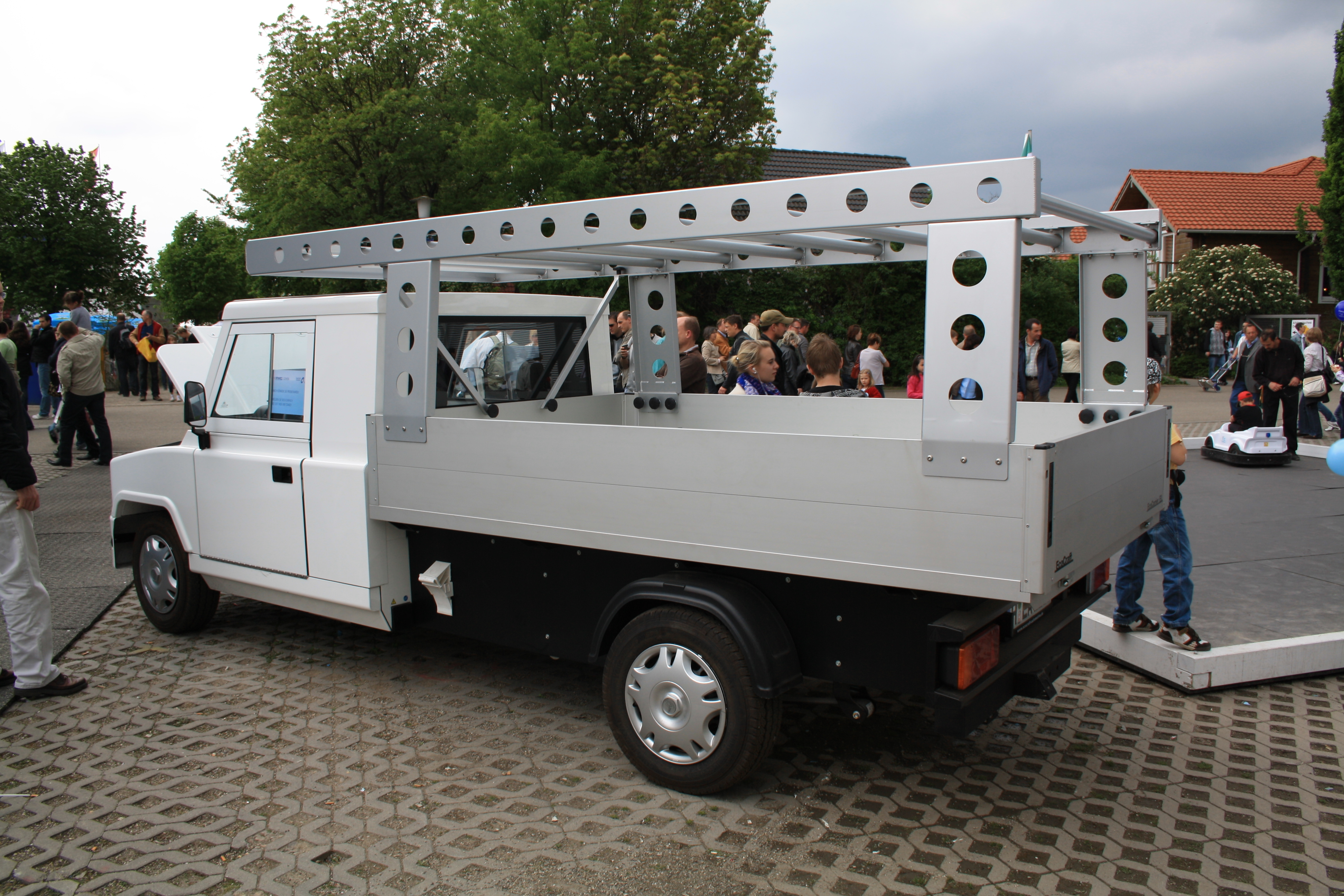
Eco Carrier EL, Ladekapazität 4 Europaletten auf der Pritsche

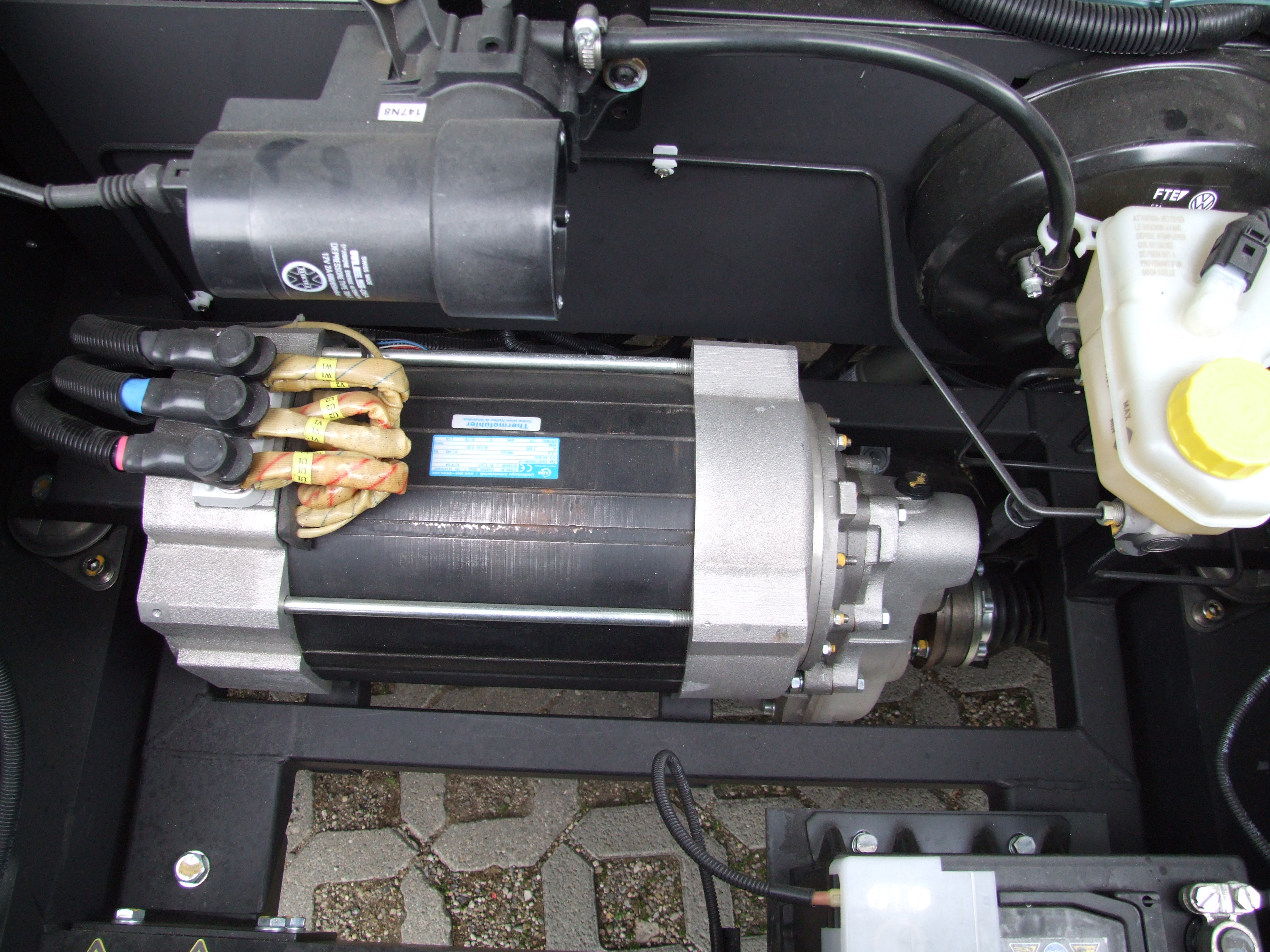
Elektromotor des Eco Carrier

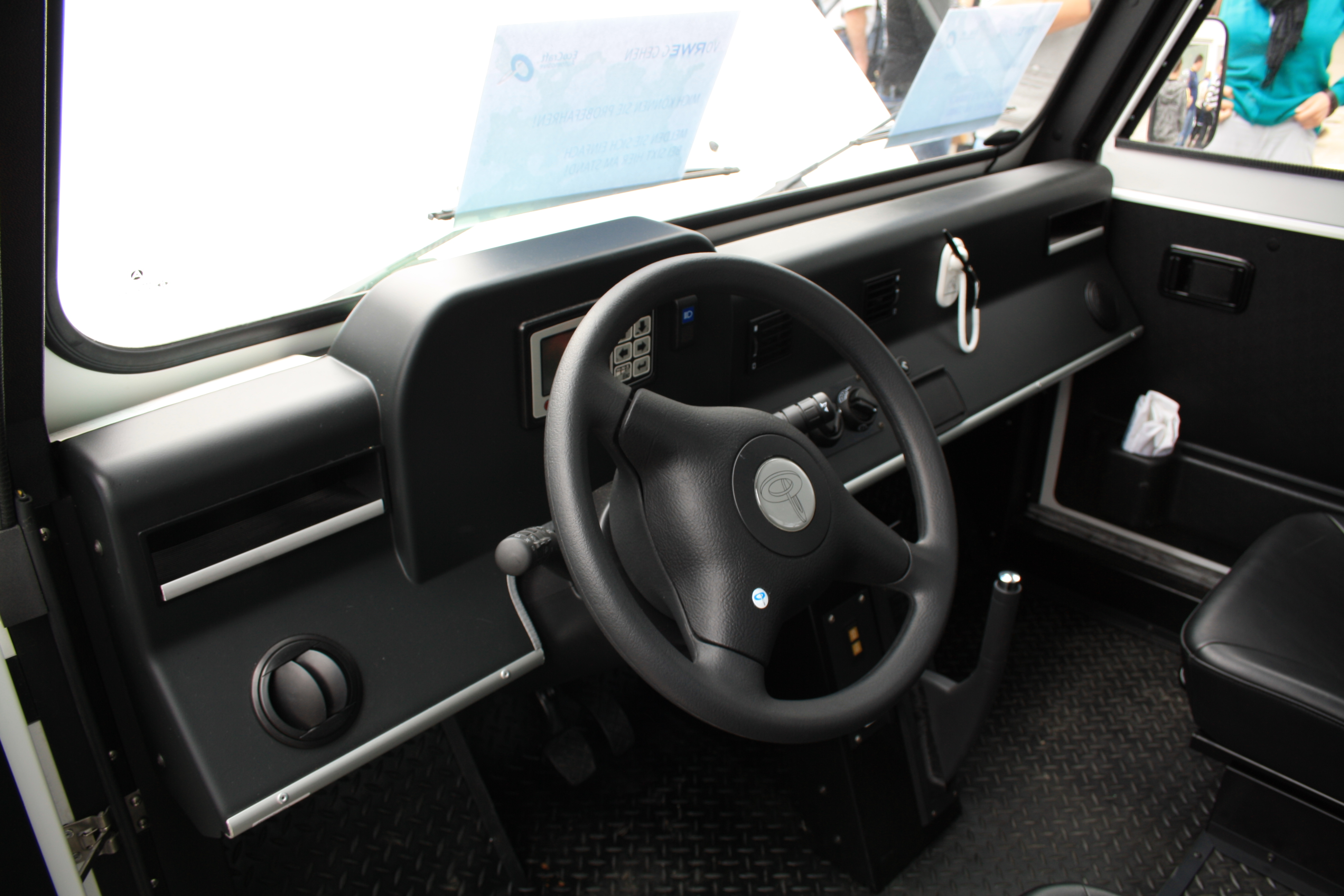
Innenraum des Eco Carrier

Die EcoCraft Automotive GmbH & Co. KG war ein deutscher Kleinhersteller von Elektro-Nutzfahrzeugen. Die 2006 in Wunstorf bei Hannover gegründete Firma entwickelte den Kleintransporter Eco Carrier in verschiedenen Modellvarianten. Nach der Insolvenz 2011 wurde das Unternehmen im Jahre 2012 liquidiert.

## Unternehmensentwicklung
Die Anfänge des Unternehmens gehen zurück bis in die frühen 1990er Jahre. Am 8. April 1995 meldete die „Frankfurter Allgemeine Zeitung“ im Wirtschaftsteil: „Neuer Autohersteller setzt auf Umweltschutz“. Die Rede war von einem „Lastesel“ mit Batterieantrieb, der Güter energiesparend transportieren sollte. Auf der Hannover Messe 1995 wurde als Prototyp das „Expocar“ ausgestellt, und seine Entwickler Dirk-W. Morche und Giso Gillner aus Hannover hatten große Pläne. Das neue Fahrzeug sollte ein „Knüller“ werden, so die Vorstellungen seiner Macher.
„Aufgrund seiner einfachen Konstruktion bietet das neue Fahrzeug umweltbewusste Lösungen für den Liefer- und Transportverkehr in Ballungsräumen. Mit seiner einfachen Konstruktion ist es auch für zahlreiche andere Einsatzgebiete vom Fremdenverkehr bis zur Flughafenlogistik geeignet“, hieß es im ersten Prospekt für den Elektro-Kleinlaster.
Das Tüftlerteam musste jedoch 13 Jahre warten, bis seine Träume in Erfüllung gingen.
„Damals waren wir unserer Zeit einfach zu weit voraus“, erinnert sich Gillner, „alle Welt war fasziniert von unserem Fahrzeug, nur die Kauflust hielt sich in engen Grenzen. Der Benzinpreis war nicht hoch genug und Umweltschutz noch kein Thema“. Beides hatte sich seit 1995 grundlegend geändert. Der Preis für Benzin und Diesel schnellte stetig in die Höhe, und ein ausgeprägter Sinn für Umweltschutz konnte sich in der öffentlichen Meinung zunehmend fester etablieren.
Weltweit machten sich Autohersteller an die Entwicklung umweltfreundlicher Personenwagen und brachten sie auf einen zunächst zögernd reagierenden Markt. Das Interesse an Hybridfahrzeugen mit gekoppeltem Elektro/Diesel- oder Benzinmotor stieg, die Nachfrage folgte diesem Trend. Nur wenige Hersteller kümmerten sich jedoch um das Thema „Umweltfreundliche Lieferfahrzeuge“. Giso Gillner und Dirk Morche aktualisierten die Konstruktionspläne für ihr ExpoCar aus dem Jahr 1995, tauften es um in EcoCarrier, stellten es auf der IAA Nutzfahrzeuge in Hannover 2006 erneut aus und hielten nach Partnern Ausschau. Die fanden sich daraufhin leichter als im ersten Anlauf, und so wurde die Firma EcoCraft Automotive GmbH & Co. KG im selben Jahr schließlich gegründet.
In Wunstorf entstand eine Stätte für den Prototypenbau; in Bosnien bei Volkswagen Sarajevo wurde die Serienfertigung in Angriff genommen.
In den Jahren 2010 und 2011, in denen die öffentliche Wahrnehmung des Elektroautos stark zugenommen hatte, trat eine Vielzahl neuer Anbieter in den Markt für Elektro-Nutzfahrzeuge ein, die dem Eco Carrier erhebliche Konkurrenz bescherten. Hinzu kam der Weggang des Gesamtentwicklungsleiters und Mitfirmengründers Dirk-W. Morche.
Obwohl die Firma EcoCraft danach viel Aufwand in neue Technologieentwicklungen (wie ESP, ASR, ABS, Roll Over Mitigation, Load Adaptive Control) zur Verbesserung ihrer Modelle investierte, musste sie dennoch im Juni 2011 Insolvenz anmelden. Insgesamt lieferte das Unternehmen mehr als 150 Einheiten von seinem Modell Eco Carrier aus. Nach der Insolvenz folgte 2012 die Liquidation.

## Modelle
Seit 2009 produzierte und verkaufte EcoCraft die Autos zu Preisen zwischen 25.000 und 30.000 Euro, je nach Modell und Ausstattung. Durch den Stromantrieb liegen die Betriebskosten nur bei 2,50–4,00 Euro je 100 km, je nach örtlichem Stromtarif und Fahrweise, was etwa 50 % der Kosten eines Transporters mit Verbrennungsmotor ausmacht. Die Geschwindigkeit ist auf 75 km/h bzw. 80 km/h und die Reichweite durch die Kapazität des Akkumulators beschränkt. Außer in Deutschland wurden die Fahrzeuge auch in Österreich und Luxemburg angeboten.
Im Verkauf waren 2010 der
- Eco Carrier ES, ein Pritschenwagen mit Ladefläche für zwei Euro-Paletten (1670 mm × 2450 mm) und bis zu 370 kg Nutzlast, einem Kastenaufbauvolumen von 1,8 m³ und einer Anhängelast von ungebremst 450 kg und der
- Eco Carrier EL mit Platz für vier Euro-Paletten (Innenmaße Pritsche 1670 mm × 2450 mm), bis zu 700 kg Nutzlast einer Anhängelast von ungebremst 450 kg und einem Kastenaufbauvolumen von 4,9 m³.

Beide Modelle wurden auch mit Kofferaufbau angeboten.

## Antrieb
- Der ES ist mit einem Drehstrom-Asynchronmotor mit einer Leistung von 15 kW ausgestattet, der ein Drehmoment von über 950 Nm an den Antriebsrädern erbringt. Die 84-Volt-Blei-Gel-Batterie verfügt über eine Kapazität von 180 Ah. Die Beschleunigungszeit von 0 auf 50 km/h beträgt 8,5 Sekunden.[9] Die Reichweite beträgt etwa 80 km.[10]

- Der EL verfügt über den gleichen Motor, ist aber erst bei 80 km/h elektronisch abgeregelt. Hier stehen als Batterien ein 80 Volt-Bleiakkumulator mit 100 Ah oder eine Lithium-Ionen-Batterie mit 200 Ah zur Verfügung.[11]

## Ehrung
Weil der EcoCarrier der erste in Deutschland in Serie gefertigte Elektro-Kleinlaster ist, wurde Wunstorf von der Initiative Deutschland – Land der Ideen für den 21. Juni 2009 als Ort des Tages ausgewählt.